# Feria de San Fernando (Cáceres)
La Feria de San Fernando o Feria de mayo, es un acontecimiento festivo de la ciudad extremeña de Cáceres que se celebra alrededor del 30 de mayo.

## Historia
La feria de mayo fue fundada en honor a san Fernando —Fernando III El Santo, rey de Castilla en el siglo XIII— en 1895. La primera feria de mayo se celebra en 1896 dado que los ganaderos se acercaban a la ciudad para comerciar con en la feria ganadera. La fecha la eligieron los ganaderos ya que nunca había despertado gran devoción hacia san Fernando por lo tanto no existe ninguna capilla ni ermita destinada a dicho santo. 
La primera vez que se celebró se hizo en donde se encuentra ahora el Parque del Rodeo, más adelante se cambió de ubicación hasta Los Fratres y a partir de los años 80 se celebraría en el campo de aviación o como también se le denomina actualmente en el recinto conocido como El Ferial en donde todavía permanece.

## Actividades

### Feria Taurina

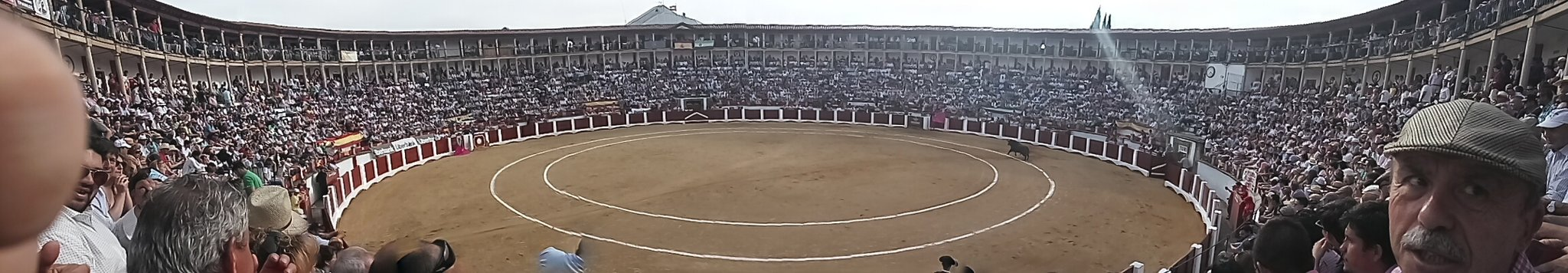

Antes de la creaccion de la feria ya se celebraban festejos taurinos en la Plaza de toros de Cáceres. En 1896 se empieza a celebrar la feria taurina de san Fernando; el primer festejo que se dio en estas fechas fue el 31 de mayo con un cartel compuesto por Rafael Guerra Guerrita y Antonio de Dios Conejito, lidiaron toros de la ganadería de Palha, y al día siguiente, el 1 de junio, torearon Gabriel López Mateito y Guerrita de nuevo, con toros de Miura y Palha.
A lo largo de los años, durante esta feria se han celebrado numerosos festejos, pasando por su plaza de toros la mayoría de las figuras del toreo.
Todos los años se vienen celebrando una serie de festejos taurinos, que cuentan con los mejores toreros y ganaderías del momento.

### El Ferial
El ferial es el eje de las fiestas, dado que es el lugar conde se congregan la mayor parte de actividades; durante los días de la feria de San Fernando se instalan atracciones para el disfrute de los jóvenes y también se instalan casetas donde permanecen las personas de fiesta hasta el amanecer.
Se celebran conciertos y eventos musicales en el recinto hípico.

### Preferias
La semana antes de la feria se realiza alguna actividad, en la parte del ferial comienzan a funcionar algunas atracciones y durante las tardes del sábado y domingo se organiza un concurso de Hípica donde vienen los mejores caballistas de toda España y Portugal para realizar saltos de obstáculos.